# Sonia Gutiérrez Raguay
Sonia Gutiérrez Raguay (nascida em 5 de fevereiro de 1981) é uma advogada guatemalteca, activista indígena dos direitos humanos e política pelo partido Winaq. Ela é membro do Congresso desde janeiro de 2020 e é a secretária-geral do Winaq desde 2017.